# Келдияров, Азиз Азимбаевич
Азиз Азимбаевич Келдияров (род. 19 февраля 1990, Джалал-Абад, Ошская область) — российский футболист, нападающий ФК «Каганат» (Ош, Кыргызстан).

## Биография
Азиз Азимбаевич Келдияров родился 19 февраля 1990 года в городе Джалал-Абаде Ошской области Киргизской ССР, ныне город — административный центр Джалал-Абадской области Киргизской Республики.
Начал заниматься футболом в 9 лет, один год провёл в ДЮСШ «Алга». Затем вслед за отцом-бизнесменом вместе с семьёй переехал в Курганскую область России, занимался в ДЮСШ № 3 г. Курган, тренер Александр Васильевич Прохоров. В 15 лет с семьёй переехал в Москву, месяц тренировался в ФК «Москва». На полгода семья возвращалась в Курганскую область, затем в Москве Келдияров поступил в школу «Спартак-2».
В 2009—2010 играл за ДЮСШ № 80 в первенстве ЛФЛ, потом выступал за клубы различных любительских лиг. В январе 2016 года играл за мини-футбольный клуб «Римэкс» Курган. В июле 2015 года подписал контракт с клубом чемпионата Кыргызстана «Дордой» (Бишкек), был заявлен на чемпионат 2016 года. Затем восстанавливался после травмы, вновь играл за любительские клубы Москвы («Коммунар», «Практик», «Трансгарант»).
С сезона 2018 года — в составе клуба чемпионата Кыргызстана «Академия» (Ош). В 2018 году вошёл в десятку лучших бомбардиров с 13 голами, несмотря на то, что его клуб занял последнее место.
В 2020 году играл за ФК «Алай» (Ош).
С 2021 года играет за ФК «Каганат» (Ош).